# Zeropamera nigra
Zeropamera nigra är en insektsart som beskrevs av Barber 1948. Zeropamera nigra ingår i släktet Zeropamera och familjen Rhyparochromidae. Inga underarter finns listade i Catalogue of Life.